# Narmer-paletta
A Narmer-paletta az ókori Egyiptomban a szemfesték szétdörzsölésére szolgáló paletták egyike, egy nagy leletcsoport része. E palettákat néha díszítették, néha állat alakú körvonalakat adtak neki, a tárgytípus már a Merimde-kultúra leletei között feltűnik. A Narmer-paletta mindkét oldala díszített, ezért biztos, hogy már eredetileg sem használati tárgynak készült, hanem jelképes értékű. A festék porítására és keverésére alkalmas felület csak a hátlap közepén, a két mezopotámiai jellegűnek tűnő mitológiai állat nyaka között található. Domborművekkel díszített, aleurolitból faragott kőlap. Keletkezési ideje az i. e. 3. évezred elejére vagy nem sokkal az ezredforduló előttre tehető, ma a kairói Egyiptomi Múzeum őrzi. E kor a késő predinasztikus és a korai dinasztikus időszakok fordulója.

## Jellemzői
Narmer király neve két Hathor-fej ábrázolása között olvasható korai típusú hieroglifákkal. Az előlapon az uralkodó Felső-Egyiptom fehér koronáját viseli, miközben az Alsó-Egyiptomot jelképező, térdelő fejedelem felé sújt buzogányával. Más értelmezés szerint a térdelő alak felső-egyiptomi lázadó. Ez ennek az ikonográfiának első ismert előfordulása, és a későbbiekben végigkíséri Egyiptom történelmét. Alsó-Egyiptom jelképét Hórusz isten kötözi meg. E jelképhez hasonló egy szerehbe írt, Alsó-Egyiptomból előkerült név, Hórhedzsu neve.
A hátlapon viszont Alsó-Egyiptom vörös koronáját viseli és hadijelvényeit viszik előtte. Körülötte lefejezett ellenségek láthatók, a sávokra osztott ábrázolás legalsó szegmensében Narmer öklelő bikaként látható. Ez az ábrázolás valószínűleg Alsó-Egyiptom legyőzését, annektálását beszéli el. Hasonló tematikájú a Narmer-buzogány ábrázolása és feliratai is. A fehér korona (hedzset) és a vörös korona (deseret) ábrázolásait később felváltották az egyesített korona („két hatalmas”, pszent) viseletének ábrázolásai. Az uralkodó mindkét oldalon mezítlábas, saruit külön saruhordozó viszi utána, amely elem arra utalhat, hogy szakrális jelenetet ábrázoltak.
A paletta Nehen városból, az egyik legkorábbi település legkorábbi templomának (hierakónpoliszi templom) „nagy fogadalmi letét” néven emlegetett tárgyleletei között van, éppúgy mint a buzogány, vagy Haszehem ülőszobra. Nagy jelentőségű, hiszen az adott korról nagyon kevés ábrázolás és még kevesebb írott forrás maradt fenn. A Narmer-paletta az egyik legelső alapja volt annak a feltevésnek, hogy Egyiptomot először Narmer egyesítette, mégpedig Felső-Egyiptomból kiindulva, Alsó-Egyiptom leigázásával. E háborúnak régészeti nyomai nincsenek, Alsó-Egyiptom mocsaras, vizenyős területein egyébként is ritkák a korai korok régészeti leletei.

## Külső hivatkozások
- The Narmer Catalog (Narmer Palette) Archiválva 2017. szeptember 22-i dátummal a Wayback Machine-ben
- Stan Hendrickx, Narmer Palette Bibliography Archiválva 2017. szeptember 23-i dátummal a Wayback Machine-ben, 2017